# 앙리 마스페로
앙리 폴 가스통 마스페로(프랑스어: Henri Paul Gaston Maspero, 1883년 12월 15일~1945년 3월 17일)는 프랑스의 중국학자이다. 도교에 대한 선구적인 연구로 잘 알려져 있으며 중국 및 아시아의 역사, 언어, 문학, 종교 등 여러 방면의 연구 저작을 남겼다. 또한 콜레주 드 프랑스, 고등연구실습원 동양학 교수를 역임했다.
나치 독일에 대항한 레지스탕스의 일원인 아들이 나치 당국에 체포되자 그에 연루되어 부헨발트 강제 수용소에 수감되었고 1945년 그 곳에서 사망했다. 그가 남긴 유일한 저서로는 《고대 중국》(1925)이며 사후인 1950년에 동료들과 후학에 의해 논문과 강의록을 엮은 유고집이 출간되었다.

## 저서
- 《고대 중국》(Les Religion Chinoises, 1925)